# Étel
Étel is een gemeente in het Franse departement Morbihan (regio Bretagne). De plaats maakt deel uit van het arrondissement Lorient. De gemeente telde 2.058 inwoners op 1 januari 2022. Het ligt in het zuiden van Bretagne, aan de Golf van Biskaje aan de monding van de Rivière d'Étel.

## Geografie
De oppervlakte van Étel bedroeg op 1 januari 2022 1,74 vierkante kilometer; de bevolkingsdichtheid was toen 1.182,8 inwoners per km².

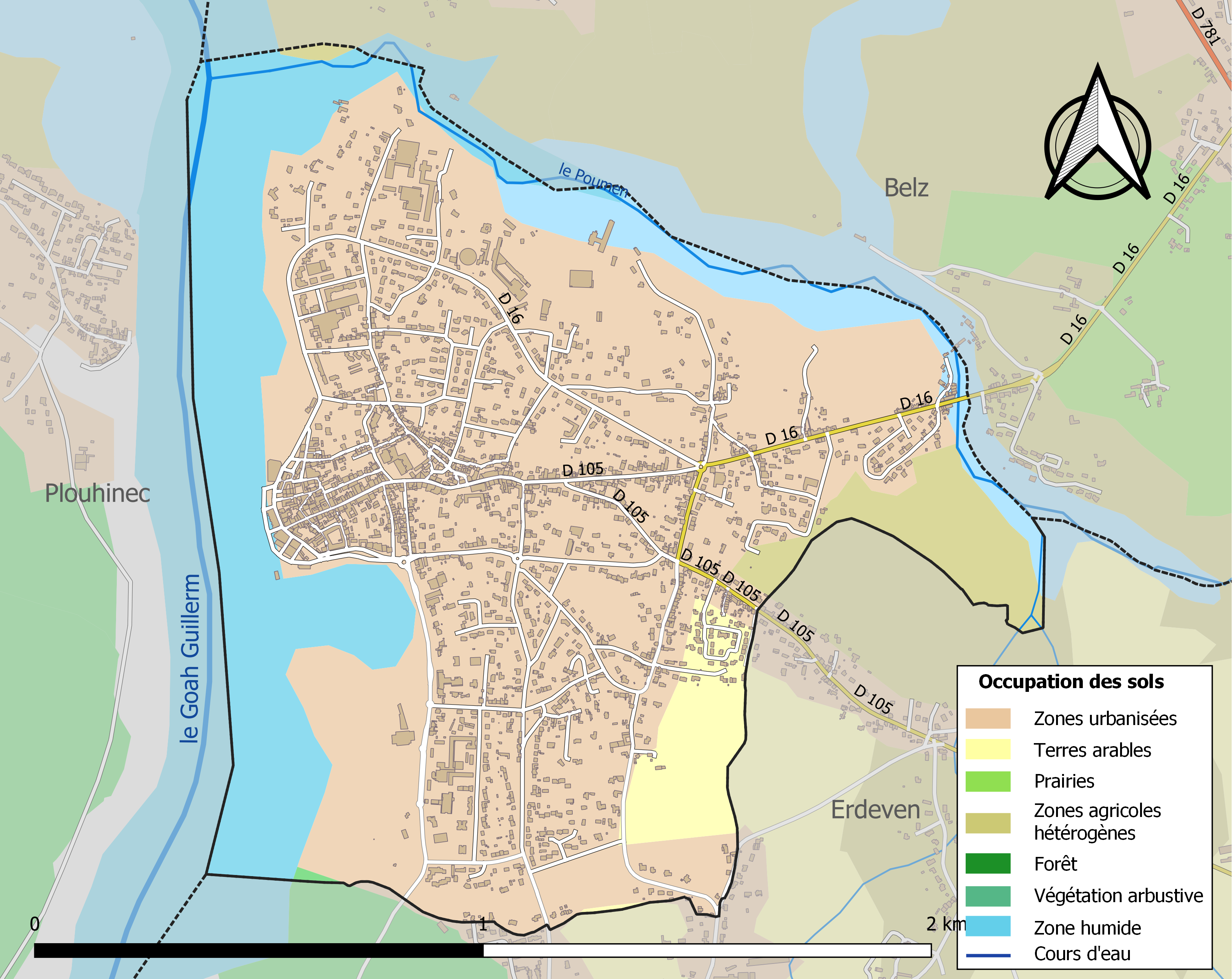
Kaart van de gemeente met de belangrijkste infrastructuur, bodemgebruik en omliggende gemeenten

## Demografie
Onderstaande figuur toont het verloop van het inwonertal, bron: INSEE-tellingen. 

## Afbeeldingen

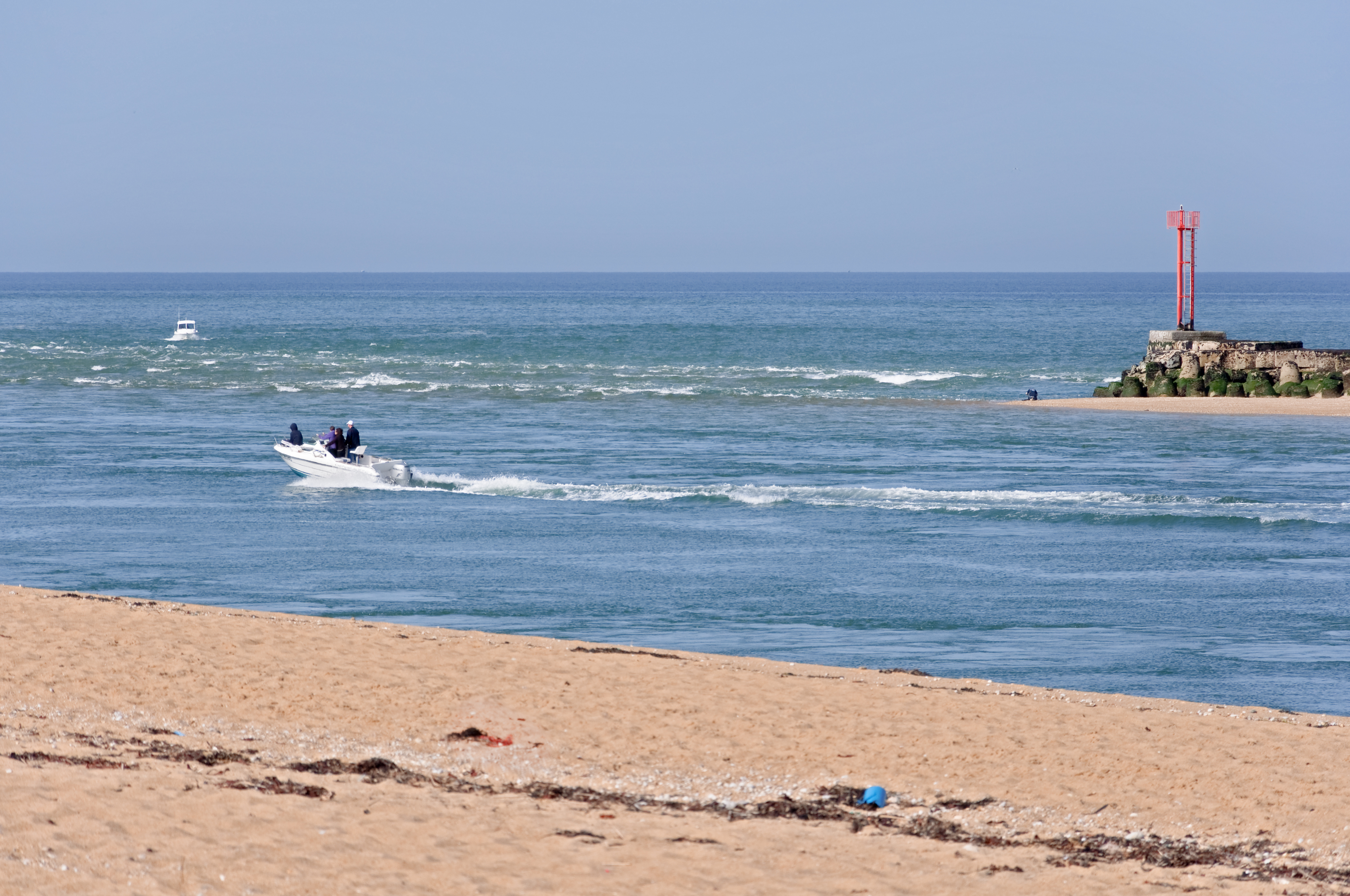
Barre d'Étel, een zandbank aan de monding van de Rivière d'Étel
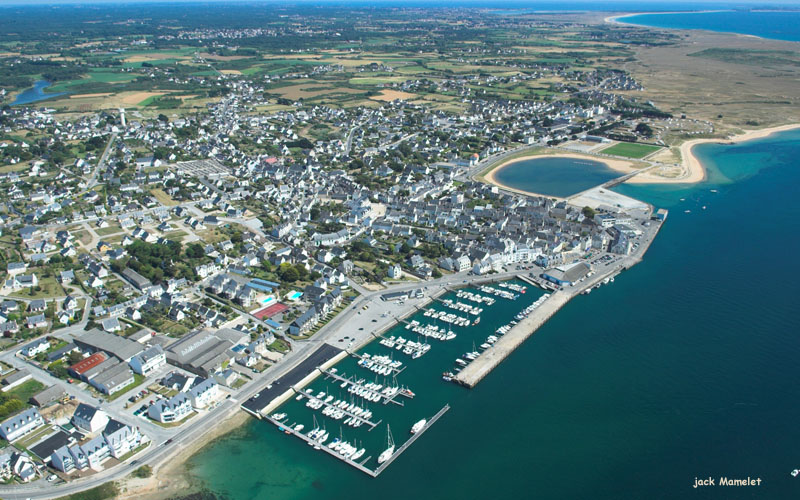
Gezicht op Étel
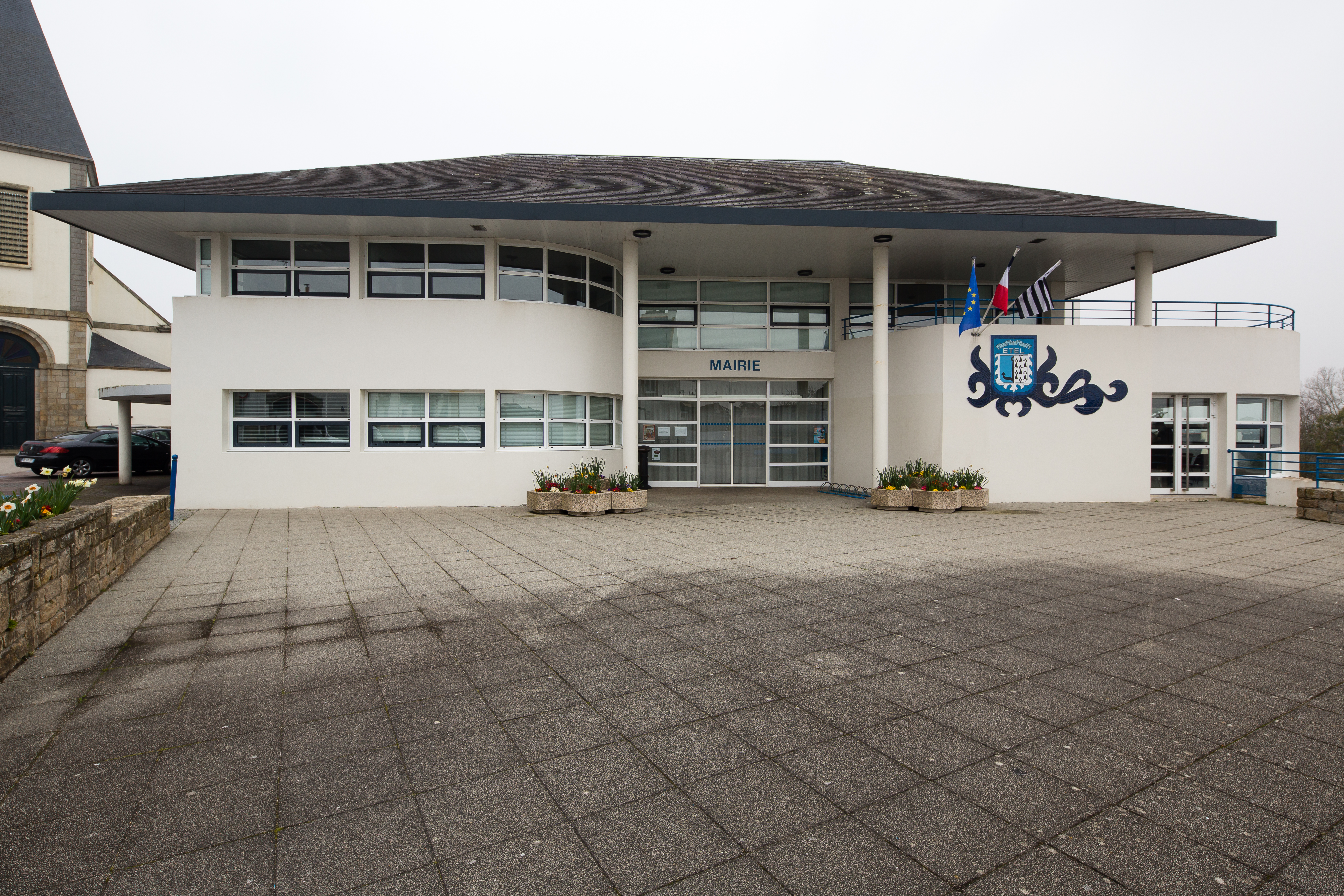
Gemeentehuis